# Йолкино (Балейський район)
Йо́лкино (рос. Ёлкино) — село у складі Балейського району Забайкальського краю, Росія. Входить до складу Ундинського сільського поселення.

## Населення
Населення — 120 осіб (2010; 148 у 2002).
Національний склад (станом на 2002 рік):
- росіяни — 97 %